# Lofthouse of Fleetwood

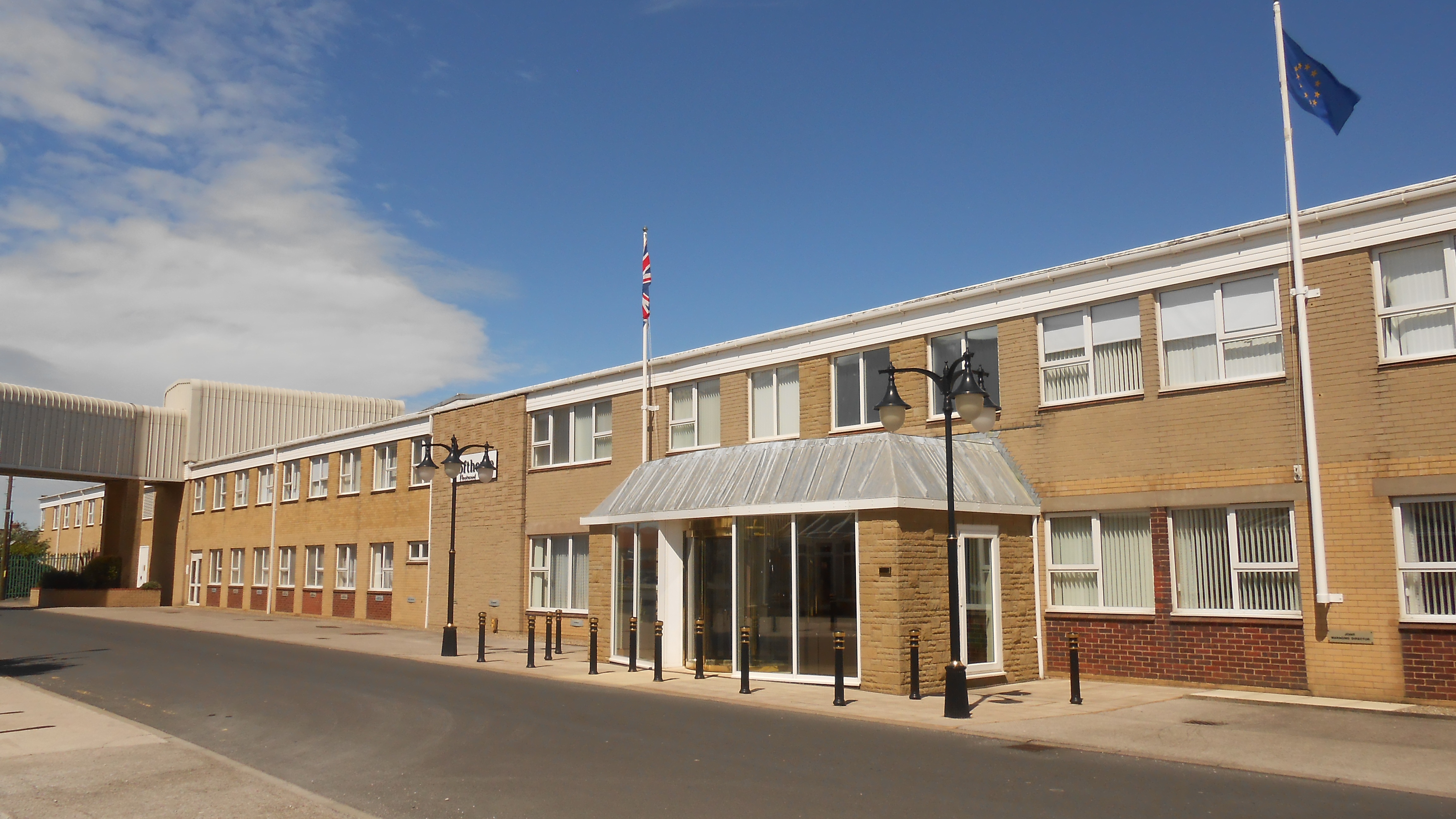
Hauptsitz der Lofthouse Ltd. in Fleetwood

Lofthouse of Fleetwood Ltd. ist ein britisches Familienunternehmen mit Sitz in Fleetwood. Es besteht in der fünften Generation und steht unter der Leitung von Duncan Lofthouse. Das bekannteste Produkt des Unternehmens sind die Pastillen Fisherman’s Friend.
Zwei Drittel der Unternehmensanteile halten Doreen und Tony Lofthouse, das restliche Drittel halten eine Familienstiftung und Sohn Duncan Lofthouse. Der Unternehmenswert wurde 2009 auf 165 Millionen Pfund Sterling geschätzt.
Lofthouse of Fleetwood Ltd. ist seit 2005, neben Perfetti Van Melle, Anteilseigner der CFP Brands Süßwarenhandelsgesellschaft, welche Fisherman’s Friend in Deutschland vertreibt.

## Geschichte
Hervorgegangen ist das Unternehmen aus einer Apotheke, die James Lofthouse in Fleetwood führte. 1865 kam dieser auf den Gedanken, für die Fischer eine Tinktur aus Eukalyptus, Lakritze und Menthol in Fläschchen abzufüllen. Durch die rauen Arbeitsbedingungen gingen diese sehr oft zu Bruch, so dass James Lofthouse nach einer Alternative suchte. Er verdickte die Rezeptur und stanzte aus der Masse Pastillen. Am 18. November 1963 wandelte die Familie das Einzelunternehmen in eine Limited Company (Ltd.) um.
Es dauerte knapp 100 Jahre, bis die Pastillen auch außerhalb der Region angeboten wurden. Die Gründer-Enkelin Doreen Lofthouse erkannte das Potential von Fisherman’s Friend und baute den Vertrieb aus. Bis Anfang der 1970er Jahre wurden die Pastillen noch in der Apotheke hergestellt, 1972 wurde die Produktion auf einem neu angelegten Firmengelände am Rande von Fleetwood aufgenommen. Im Laufe der Jahre wurde ständig erweitert, so dass mittlerweile rund sechs Milliarden Pastillen jährlich produziert werden.
Die Expansion ins Ausland begann in Norwegen. Mittlerweile ist der deutsche Markt der größte Abnehmer von Fisherman’s Friend mit einem Anteil von 25 %. In den USA belegt Lofthouse of Fleetwood bei den pharmazeutischen Produkten für die kalte Jahreszeit den neunten Platz beim Umsatz und den verkauften Verpackungen.
Übernahmeangebote von Mitbewerbern und anderen werden seit jeher abgelehnt. In einem Interview sagte Doreen Lofthouse dazu unter anderem:

„Wir können nur dreimal am Tag essen, uns einmal am Tag besaufen und ein Auto zur selben Zeit fahren.“

Tony Lofthouse starb im Januar 2018 74-jährig. 

Doreen Lofthouse starb im März 2021 im Alter von 91 Jahren.

## Öffentliches Engagement
In Fleetwood sind der Erwerb und Bau einiger Plastiken und Bauten durch Lofthouse of Fleetwood finanziell unterstützt worden.

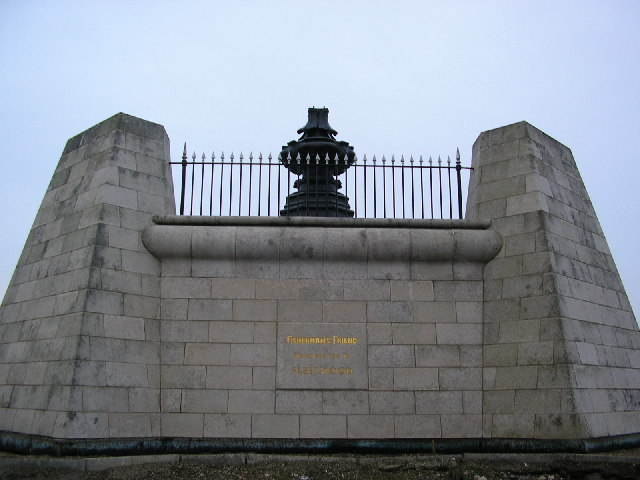
Ein Monument mit der Inschrift: „Fisherman’s Friend welcomes you to Fleetwood“
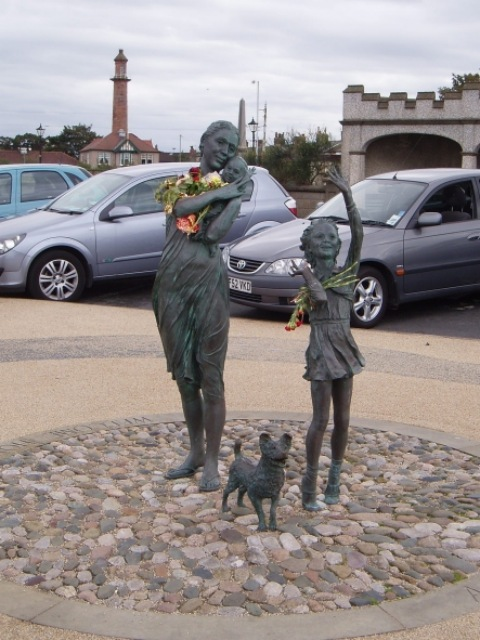
Plastik „Waiting for his ship to come in“

Weiterhin unterstützt die Familie die Ausstattung des Krankenhauses von Fleetwood mit Diagnosegeräten und bei der Sanierung der Gebäude.